# The Fast and the Furious
The Fast and the Furious (cunoscut de asemenea ca Fast & Furious) este o franciză media care se concentrează pe o serie de filme de acțiuni care au în centru curse de stradă, jafuri, spioni și familie. Franciza include de asemenea și scurtmetraje, un serial de televiziune, jucării, jocuri video, spectacole live și parcuri de distracții. Filmele sunt distribuite de Universal Pictures.
Primul film, care a fost bazat pe articolul "Racer X" din 1998 de la revista Vibe de Ken Li, a fost lansat în 2001, care a început tetralogia originală care s-a concentrat pe curse ilegale cu mașini și a culminat în Furios și iute 4: Piese originale în 2009. Seria a tranziționat spre jafuri și spionaj cu Furios și iute în viteza a 5-a în 2011, fiind urmat de cinci continuări în acel gen, cu cel mai recent, Furios și iute X, lansat pe 19 mai 2023. Filmele principale sunt cunoscute ca The Fast Saga.
Universal a extins seria ca să includă filmul spin-off Furios și iute: Hobbs & Shaw (2019), iar subsidiara sa DreamWorks Animation a urmat cu serialul de televiziune streaming de animație Furios și iute: Cursa spionilor (2019–2021). Albume cu coloane sonore au fost lansate pentru toate filmele și de asemenea compilații de albume cu muzică existentă auzită în filme. Două scurtmetraje care sunt legate de serie au fost de asemenea lansate.
Seria a fost un succes comercial. Este cea mai mare franciză a Universal și este a șaptea serie de filme cu cele mai mari încasări, cu peste 7 miliarde de $ americani încasați în total. Recepția critică pentru primele patru filme a fost mixtă spre negativ până la al cincilea film și cele următoare care au avut recepția pozitivă. În afara filmelor, The Fast and the Furious a fost în centrul altor media, inclusiv parcuri de distracții la Universal Studios Hollywood și Universal Studios Florida, spectacole live, reclame, jucării și jocuri video. Este considerată a fi vehiculul care a propulsat pe Vin Diesel și Paul Walker spre celebritate.

## Filme

### Lansate
| Film                              | Premiera        | Regizor(i)      | Scenariști                                        | Povestea de                                       | Producător(i)                                                                                             |
| --------------------------------- | --------------- | --------------- | ------------------------------------------------- | ------------------------------------------------- | --- |
| Furios și iute                    | 22 iunie 2001   | Rob Cohen       | Gary Scott Thompson, Erik Bergquist și David Ayer | Gary Scott Thompson                               | Neal H. Moritz                                                                                            |
| Mai furios, mai iute              | 6 iunie 2003    | John Singleton  | Michael Brandt și Derek Haas                      | Gary Scott Thompson, Michael Brandt și Derek Haas | Neal H. Moritz                                                                                            |
| Furios și iute: Tokyo Drift       | 16 iunie 2006   | Justin Lin      | Chris Morgan                                      | Chris Morgan                                      | Neal H. Moritz                                                                                            |
| Furios și iute 4: Piese originale | 3 aprilie 2009  | Justin Lin      | Chris Morgan                                      | Chris Morgan                                      | Neal H. Moritz, Vin Diesel și Michael Fottrell                                                            |
| Furios și iute în viteza a 5-a    | 29 aprilie 2011 | Justin Lin      | Chris Morgan                                      | Chris Morgan                                      | Neal H. Moritz, Vin Diesel și Michael Fottrell                                                            |
| Furios și iute 6                  | 24 mai 2013     | Justin Lin      | Chris Morgan                                      | Chris Morgan                                      | Neal H. Moritz, Vin Diesel și Clayton Townsend                                                            |
| Furios și iute 7                  | 3 aprilie 2015  | James Wan       | Chris Morgan                                      | Chris Morgan                                      | Neal H. Moritz, Vin Diesel și Michael Fottrell                                                            |
| Furios și iute 8                  | 14 aprilie 2017 | F. Gary Gray    | Chris Morgan                                      | Chris Morgan                                      | Neal H. Moritz, Vin Diesel, Michael Fottrell și Chris Morgan                                              |
| Furios și iute: Hobbs & Shaw      | 2 august 2019   | David Leitch    | Chris Morgan și Drew Pearce                       | Chris Morgan                                      | Chris Morgan, Hiram Garcia, Dwayne Johnson și Jason Statham                                               |
| Furios și iute 9                  | 25 iunie 2021   | Justin Lin      | Daniel Casey și Justin Lin                        | Justin Lin, Alfredo Botello și Daniel Casey       | Neal H. Moritz, Vin Diesel, Justin Lin, Jeff Kirschenbaum, Joe Roth, Clayton Townsend și Samantha Vincent |
| Furios și iute X                  | 19 mai 2023     | Louis Leterrier | Dan Mazeau și Justin Lin                          | Dan Mazeau, Justin Lin și Zach Dean               | Neal H. Moritz, Vin Diesel, Justin Lin, Jeff Kirschenbaum și Samantha Vincent                             |

#### Furios și iute(2001)
Brian O'Conner, un polițist sub acoperire, este însărcinat cu descoperirea identităților unui grup necunoscut de deturnători mașini, suspectat a fi condus de Dominic Toretto.

#### Mai furios, mai iute(2003)
Brian O'Conner și Roman Pearce fac echipă ca să meargă sub acoperire pentru Serviciul Vamal S.U.A. ca să doboare pe capul de droguri Carter Verone în schimbul ștergerii recordurilor lor criminale.
Acesta este singurul film din seria principală fără Vin Diesel ca Dominic Toretto.

#### Furios și iute: Tokyo Drift(2006)
Sean Black, un entuziast de mașini licean, este trimis să locuiască cu tatăl său în Tokyo și găsește alinare în comunitatea de curse de drift locală.
Vin Diesel face o apariție cameo ca Dominic Toretto la finalul filmului.

#### Furios și iute 4: Piese originale(2009)
Dominic Toretto și agentul FBI Brian O'Conner sunt nevoiți să lucreze împreună pentru a răzbuna moartea iubitei lui Dom Letty Ortiz și a captura pe capul de droguri Arturo Braga.
Filmul ia loc după cinci ani de la evenimentele din Mai furios, mai iute și mai înainte de Furios și iute: Tokyo Drift. Sung Kang se întoarce ca Han Lue din filmul din urmă.

#### Furios și iute în viteza a 5-a(2011)
Dominic Toretto, Brian O'Conner și Mia Toretto plănuiesc un jaf ca să fure 100 de milioane de $ de la Herman Reyes, un afacerist corupt în timp ce sunt urmăriți cu arestul de Luke Hobbs, un agent al Serviciul de Securitate Diplomatică SUA.
Filmul ia loc de asemenea înainte de evenimentele din Furios și iute: Tokyo Drift. Deși nu apare în film, o poză cu Michelle Rodriguez ca Letty Ortiz apare în scena de la mijlocul creditelor, iar Eva Mendes se întoarce ca Monica Fuentes din Mai furios, mai iute.

#### Furios și iute 6(2013)
Dominic Toretto, Brian O'Conner și echipa lor le sunt oferite grațieri de crimele lor de către Luke Hobbs în schimbul oferirii ajutorului lor de a doborî o organizație de mercenari antrenați condusă de Owen Shaw, cu unul din membri fiind fosta iubită a lui Dom Letty Ortiz.
Acesta este ultimul film care ia loc înainte de evenimentele din Furios și iute: Tokyo Drift. Jason Statham apare în scena din credite ca Deckard Shaw, fratele lui Owen, care îl ucide în aparență pe Han, așa cum se vede în Tokyo Drift.

#### Furios și iute 7(2015)
Deckard Shaw, un asasin pungaș al forțelor speciale care dorește să își răzbune fratele său mezin în comă Owen, pune pe Dominic Toretto și echipa lui în pericol din nou.
Filmul ia loc după evenimentele din Furios și iute 6 și continuă de la sfârșitul lui Tokyo Drift, cu Lucas Black întorcându-se ca Sean Boswell. Este de asemenea ultima apariție a lui Paul Walker ca Brian O'Connor, care a murit în 2013.

#### Furios și iute 8(2017)
Ciberterorista Cipher constrânge pe Dominic Toretto să lucreze cu ea și îi întoarce spatele împotriva echipei lui, forțându-i să o învingă pe Cipher și să se reunească cu el.
Acesta este primul film din serie din Tokyo Drift fără Paul Walker ca Brian O'Connor și Jordana Brewster ca Mia Toretto.

#### Furios și iute: Hobbs & Shaw(2019)
Luke Hobbs și Deckard Shaw fac echipă cu Hattie, sora lui Deckard, ca să se lupte împotriva lui Brixton Lore, un terorist îmbunătățit cibernetic care amenință lumea cu un virus mortal.
Filmul ia loc după evenimentele din Furios și iute 8. Dwayne Johnson, Jason Statham și Helen Mirren își reiau rolurile din seria principală.

#### Furios și iute 9(2021)
Dominic Toretto și familia lui trebuie să oprească un complot care sfărâmă lumea condus Cipher și fratele înstrăinat al lui Dom Jakob.
Filmul ia loc după doi ani de la evenimentele din Furios și iute 8. Este primul film de la Furios și iute 4: Piese originale fără Dwayne Johnson. Jason Statham apare ca Deckard Shaw în scena de la mijlocul creditelor, iar Jordana Brewster se întoarce ca Mia Toretto alături de Sung Kang ca Han, care este dezvăluit ca fiind în viață, și Lucas Black ca Sean Boswell. Shad Moss și Jason Tobin se întorc ca Twinkle și Earl Hu respectiv din Tokyo Drift.

#### Furios și iute X(2023)
Dominic Toretto trebuie să își protejeze familia și echipa de Dante Reyes, fiul decedatului cap de droguri Herman Reyes.
Filmul ia loc după 2 ani de la evenimentele din Furios și iute 9, 10 ani după Furios și iute 5 și 17 ani după Furios și iute. Dwayne Johnson se întoarce la franciză ca Luke Hobbs în scena de la mijlocul creditelor, iar Gal Gadot își reia rolul ca Gisele Yashar, care este dezvăluită a fi supraviețuit evenimentelor din Furios și iute 6.

### Viitor
| Film                                    | Premiera       | Regizor(i)      | Scenariști                                              | Povestea de                                             | Producător(i) |
| --------------------------------------- | -------------- | --------------- | ------------------------------------------------------- | ------------------------------------------------------- | --- |
| Fast & Furious Presents: Hobbs & Reyes  | VFA            | VFA             | Chris Morgan                                            | Chris Morgan                                            | Neal H. Moritz, Dwayne Johnson, Dany Garcia, Hiram Garcia, Vin Diesel, Samantha Vincent, Chris Morgan și Jeff Kirschenbaum |
| Continuare fără nume a Furios și iute X | 4 aprilie 2025 | Louis Leterrier | Christina Hodson și Oren Uziel                          | Christina Hodson și Oren Uziel                          | Neal H. Moritz, Vin Diesel și Samantha Vincent                                                                             |
| Film al douăsprezecelea fără nume       | VFA            | VFA             | VFA                                                     | VFA                                                     | VFA |
| Film spin-off fără nume condus de femei | VFA            | VFA             | Nicole Perlman, Lindsey Beer și Geneva Robertson-Dworet | Nicole Perlman, Lindsey Beer și Geneva Robertson-Dworet | VFA |

#### Fast & Furious Presents: Hobbs & Reyes(VFA)
În noiembrie 2019, producătorul Hiram Garcia a confirmat conversații în curs de desfășurare pentru o continuare. Din martie 2020, Johnson a declarat că o continuare este în dezvoltare, iar Garcia a confirmat proiectul o lună mai târziu urmând succesului la box-office al Hobbs & Shaw. Morgan a fost anunțat ca scenarist. Johnson a declarat că proiectul o să introducă personaje noi. În noiembrie 2021, Johnson a dezvăluit că el a dezvoltat personal ideea originală pentru continuare, descriind-o ca find "antiteza a Furios și iute" și că el a prezentat conceptul la președinta Universal Pictures Donna Langley și de asemenea la Garcia și Morgan, elaborând că continuarea o să ia precedență imediată de la restul tabelului său de filme, și a declarat ca el va începe lucrul la film odată ce se termină producția filmului de sărbători-acțiune Red One (2023). Garcia a confirmat că lucrul la scenariu este în desfășurare, categorizând proiectul ca fiind "foarte ambițios".
În iunie 2023, Dwayne Johnson a anunțat că el va juca pe Luke Hobbs in următorul film al francizei, care servește ca o continuare directă a Furios și iute X, cu continuarea sa urmând după aceea. Filmul nu este considerat a fi un spin-off sau o continuare directă a Hobbs & Shaw. El a declarat că acțiunea urmărește pe Hobbs care îl urmărește pe Dante Reyes, cu Jason Momoa reluându-și rolul din Furios și iute X. O listare în revista Production Weekly a dezvăluit titlul filmului ca fiind Fast & Furious Presents: Hobbs & Reyes. Chris Morgan se va întoarce la franciză ca să scrie scenariul. Johnson va servi ca producător alături de Dany Garcia, Hiram Garcia, Vin Diesel, Samantha Vincent, Chris Morgan, Jeff Kirschenbaum și Neal H. Moritz. Proiectul va fi o coproducție în joint-venture între Universal Pictures, Seven Bucks Productions, One Race Films, Chris Morgan Productions, Roth/Kirschenbaum Films și Original Film.

#### Continuare fără nume aFurios și iute X(2025)
Pe 19 aprilie, s-a anunțat că Louis Leterrier va fi regizorul unei continuări fără nume a Furios și iute 10, iar Christina Hodson și Oren Uziel au fost confirmați ca scenariști cinci zile mai târziu. Pe April 26, la CinemaCon, Vin Diesel a dezvăluit că al unsprezecelea film va fi lansat în 2025. În mai 2023, s-a anunțat că Dwayne Johnson se va întoarce în rolul lui Luke Hobbs la continuare, urmând rolului său principal în Fast & Furious Presents: Hobbs & Reyes.

#### Film al douăsprezecelea fără nume
În mai 2023, în cadrul premierei la Roma a filmului Furios și iute X, Vin Diesel a pretins că Universal a cerut ca finalul să fie extins la trei părți.

#### Film spin-off fără nume condus de femei
În 2015, Diesel a confirmat că spin-off-uri majore sunt în dezvoltare. În 2019, un spin-off condus de femei a fost confirmat cu Nicole Perlman Lindsey Beer și Geneva Robertson-Dworet ca scenariste.

## Scurtmetraje
| Film                                           | Premiera      | Regizor(i)       | Scenarișt(i)   | Povestea de                | Producător(i)                                 | Durata       |
| ---------------------------------------------- | ------------- | ---------------- | -------------- | -------------------------- | --------------------------------------------- | ------------ |
| The Turbo Charged Prelude for 2 Fast 2 Furious | 3 iunie 2003  | Philip G. Atwell | Keith Dinielli | Keith Dinielli             | Chris Palladino                               | 6 minute     |
| Los Bandoleros                                 | 28 iulie 2009 | Vin Diesel       | T.J. Mancini   | Vin Diesel și T.J. Mancini | Vin Diesel, Jessy Terrero și Samantha Vincent | 20 de minute |

Aceste scurtmetraje au avut o premieră direct-pe-video sau o lansare limitată la cinematografe, fiind în principal incluse ca speciale pentru Furios și iute, Mai furios, mai iute și Furios și iute 4: Piese originale ca parte a edițiilor de DVD. Filmele, care au o durată în jur de 10–20 de minute, sunt proiectate să fie povești de sine stătătoare care oferă povești de fundal ale personajelor sau evenimentelor introduse în filme. Ele au fost de asemenea intenționate să umple golurile cronologic care au fost create de la plecarea unora dintre actorii principali din serie.

### The Turbo Charged Prelude for 2 Fast 2 Furious(2003)
Brian O'Conner scapă din Los Angeles și fuge de oamenii legii până ce sosește eventual în Miami.
Acest film ia loc între evenimentele din Furios și iute și Mai furios, mai iute.

### Los Bandoleros(2009)
Dominic Toretto trăiește ca un fugitiv în Republica Dominicană. El se reunește cu Letty și alți asociați ca să pună la cale jaful unui transport de benzină pentru a ajuta un cartier sărac.
Acest film ia loc după evenimentele din Furios și iute și înainte de Furios și iute 4: Piese originale.

## Serial de televiziune
| Serial                          | Sezoane | Episoade | Lansare originală | Lansare originală | Lansare originală |
| Serial                          | Sezoane | Episoade | Premiera          | Finalul           | Canal             |
| ------------------------------- | ------- | -------- | ----------------- | ----------------- | ----------------- |
| Furios și iute: Cursa spionilor | 6       | 52       | 26 decembrie 2019 | 17 decembrie 2021 | Netflix           |

### Furios și iute: Cursa spionilor(2019–2021)
Tony Toretto, vărul lui Dominic Toretto, este recrutat de o agenție guvernamentală alături de prietenii lui pentru a se infiltra într-o ligă de curse de elită servind ca front pentru organizația criminală SH1FT3R care vrea să cucerească lumea. 
Acesta este un serial de animație produs de Universal Pictures și DreamWorks Animation Television. Vin Diesel se întoarce ca Dominic Toretto, aparând în câteva episoade cu apariții scurte. Producătorii executivi sunt Diesel, Neal H. Moritz, Chris Morgan, Tim Hedrick și Bret Haaland, cu ultimii doi servind ca showrunneri. Serialul a fost lansat pe Netflix și a avut șase sezoane între 26 decembrie 2019 și 17 decembrie 2021.

## Distribuție și echipă

### Distribuția principală
Această secțiune include personaje care au apărut sau vor apărea în multiple filme The Fast and the Furious și alte media.
- Un spațiu gol și gri indică acest personaj neapărând în acel media sau prezența oficială a personajului nu a fost confirmată.

| Personajul               | Filme principale         | Scurtmetraje       | Serial de televiziune | Film spin-off                       |
| ------------------------ | ------------------------ | ------------------ | --------------------- | ----------------------------------- |
| Dominic "Dom" Toretto    | Vin Diesel               | Vin Diesel         | Vin Diesel            |                                     |
| Brian O'Conner           | Paul Walker              | Paul Walker        |                       |                                     |
| Luke Hobbs               | Dwayne Johnson           |                    |                       | Dwayne Johnson                      |
| Deckard Shaw             | Jason Statham            |                    |                       | Jason StathamJoshua Coombes (tânăr) |
| Magdalene "Queenie" Shaw | Helen Mirren             |                    |                       | Helen Mirren                        |
| Leticia "Letty" Ortiz    | Michelle Rodriguez       | Michelle Rodriguez |                       |                                     |
| Roman Pearce             | Tyrese Gibson            |                    |                       |                                     |
| Tej Parker               | Chris "Ludacris" Bridges |                    |                       |                                     |
| Jakob Toretto            | John Cena                |                    |                       |                                     |
| Mia Toretto              | Jordana Brewster         |                    |                       |                                     |
| Ramsey                   | Nathalie Emmanuel        |                    |                       |                                     |
| Han Lue                  | Sung Kang                | Sung Kang          |                       |                                     |
| Gisele Yashar            | Gal Gadot                |                    |                       |                                     |
| Sean Boswell             | Lucas Black              |                    |                       |                                     |

### Echipă și detalii adiționale
| Film/Serial                       | Echipă/Detaliu         | Echipă/Detaliu                | Echipă/Detaliu                                                | Echipă/Detaliu                                                                   | Echipă/Detaliu                           | Echipă/Detaliu  |
| Film/Serial                       | Compozitor             | Director de imagine           | Montaj                                                        | Companii de producție                                                            | Distribuitor                             | Durata (min.)   |
| --------------------------------- | ---------------------- | ----------------------------- | ------------------------------------------------------------- | -------------------------------------------------------------------------------- | ---------------------------------------- | --------------- |
| Furios și iute                    | BT                     | Ericson Core                  | Peter Honess                                                  | Neal H. Moritz Productions Mediastream Film GmbH & Co. Productions KG            | Universal Pictures                       | 106             |
| Mai furios, mai iute              | David Arnold           | Matthew F. Leonetti           | Bruce Cannon Dallas Puett                                     | Neal H. Moritz Productions Mikona Productions GmbH & Co. KG                      | Universal Pictures                       | 108             |
| Furios și iute: Tokyo Drift       | Brian Tyler            | Stephen F. Windon             | Fred Raskin Dallas Puett Kelly Matsumoto                      | Original Film Relativity Media MP Munich Pape Filmproductions                    | Universal Pictures                       | 104             |
| Furios și iute 4: Piese originale | Brian Tyler            | Amir Mokri                    | Fred Raskin Christian Wagner                                  | Original Film One Race Films Relativity Media                                    | Universal Pictures                       | 107             |
| Furios și iute în viteza a 5-a    | Brian Tyler            | Stephen F. Windon             | Fred Raskin Kelly Matsumoto Christian Wagner                  | Original Film One Race Films                                                     | Universal Pictures                       | 130             |
| Furios și iute 6                  | Lucas Vidal            | Stephen F. Windon             | Kelly Matsumoto Dylan Highsmith Christian Wagner              | Original Film One Race Films Relativity Media                                    | Universal Pictures                       | 130             |
| Furios și iute 7                  | Brian Tyler            | Marc Spicer Stephen F. Windon | Kirk Morri Dylan Highsmith Christian Wagner Leigh Folsom Boyd | MRC China Film Original Film One Race Films                                      | Universal Pictures                       | 137             |
| Furios și iute 8                  | Brian Tyler            | Stephen F. Windon             | Paul Rubell Christian Wagner                                  | China Film Original Film One Race Films                                          | Universal Pictures                       | 136             |
| Furios și iute: Hobbs & Shaw      | Tyler Bates            | Jonathan Sela                 | Christopher Rouse                                             | Seven Bucks Productions Chris Morgan Productions                                 | Universal Pictures                       | 137             |
| Furios și iute: Cursa spionilor   | Ryan Lofty Jay Vincent | N/A                           | N/A                                                           | Universal Pictures DreamWorks Animation Television                               | Netflix NBCUniversal Syndication Studios | 23–24 pe episod |
| Furios și iute 9                  | Brian Tyler            | Stephen F. Windon             | Greg D'Auria Dylan Highsmith Kelly Matsumoto                  | Original Film One Race Films Roth/Kirschenbaum Films Perfect Storm Entertainment | Universal Pictures                       | 143             |
| Furios și iute X                  | Brian Tyler            | Stephen F. Windon             | Dylan Highsmith Kelly Matsumoto Laura Yanovich Corbin Mehl    | Original Film One Race Films Roth/Kirschenbaum Films Perfect Storm Entertainment | Universal Pictures                       | 141             |

## Recepție

### Box office
| Film                              | Premiera        | Buget                | Încasări                         | Încasări           | Încasări           | Încasări           | Ref.          |
| Film                              | Premiera        | Buget                | Weekend de deschidere (domestic) | SUA și Canada      | Internațional      | Mondial            | Ref.          |
| --------------------------------- | --------------- | -------------------- | -------------------------------- | ------------------ | ------------------ | ------------------ | ------------- |
| Furios și iute                    | 22 iunie 2001   | 38 de milioane de $  | $40,089,015                      | $144,745,925       | $62,771,584        | $207,517,509       | [ 24 ]        |
| Mai furios, mai iute              | 6 iunie 2003    | 76 de milioane de $  | $50,472,480                      | $127,154,901       | $109,195,760       | $236,350,661       | [ 25 ]        |
| Furios și iute: Tokyo Drift       | 16 iunie 2006   | 85 de milioane de $  | $23,973,840                      | $62,514,415        | $96,450,195        | $158,964,610       | [ 26 ]        |
| Furios și iute 4: Piese originale | 3 aprilie 2009  | 85 de milioane de $  | $70,950,500                      | $155,064,265       | $205,302,605       | $360,366,870       | [ 27 ]        |
| Furios și iute 5                  | 29 aprilie 2011 | 125 de milioane de $ | $86,198,765                      | $209,837,675       | $416,300,000       | $626,137,675       | [ 28 ]        |
| Furios și iute 6                  | 24 mai 2013     | 160 de milioane de $ | $97,375,245                      | $238,679,850       | $550,001,118       | $788,680,968       | [ 29 ]        |
| Furios și iute 7                  | 3 aprilie 2015  | 190 de milioane de $ | $147,187,040                     | $353,007,020       | $1,162,334,379     | $1,515,341,399     | [ 30 ]        |
| Furios și iute 8                  | 14 aprilie 2017 | 250 de milioane de $ | $98,786,705                      | $226,008,385       | $1,009,996,733     | $1,236,005,118     | [ 31 ]        |
| Furios și iute: Hobbs & Shaw      | 2 august 2019   | 200 de milioane de $ | $60,038,950                      | $173,956,935       | $586,775,991       | $760,732,926       | [ 32 ]        |
| Furios și iute 9                  | 25 iunie 2021   | 200 de milioane de $ | $70,043,165                      | $173,005,945       | $553,223,556       | $726,229,501       | [ 33 ] [ 34 ] |
| Furios și iute X                  | 19 mai 2023     | 340 de milioane de $ | $67,017,410                      | $145,960,660       | $573,153,271       | $719,113,931       | [ 35 ] [ 36 ] |
| Total                             | Total           | 1.749 miliarde de $  |                                  | 2.010.132.811 de $ | 5.326.557.035 de $ | 7.476.903.108 de $ |               |

### Răspuns critic și public
| Film                              | Critic                | Critic              | Public      |
| Film                              | Rotten Tomatoes       | Metacritic          | CinemaScore |
| --------------------------------- | --------------------- | ------------------- | ----------- |
| Furios și iute                    | 54% (153 de recenzii) | 58 (34 de recenzii) | B+          |
| Mai furios, mai iute              | 36% (160 de recenzii) | 38 (36 de recenzii) | A−          |
| Furios și iute: Tokyo Drift       | 38% (139 de recenzii) | 45 (32 de recenzii) | A−          |
| Furios și iute 4: Piese originale | 29% (178 de recenzii) | 46 (28 de recenzii) | A−          |
| Furios și iute 6                  | 78% (207 de recenzii) | 66 (41 de recenzii) | A           |
| Furios și iute 6                  | 71% (214 recenzii)    | 61 (39 de recenzii) | A           |
| Furios și iute 7                  | 81% (281 de recenzii) | 67 (50 de recenzii) | A           |
| Furios și iute 8                  | 67% (315 recenzii)    | 56 (45 de recenzii) | A           |
| Furios și iute: Hobbs & Shaw      | 68% (348 de recenzii) | 60 (54 de recenzii) | A−          |
| Furios și iute 9                  | 59% (311 recenzii)    | 58 (54 de recenzii) | B+          |
| Furios și iute X                  | 54% (225 de recenzii) | 55 (56 de recenzii) | B+          |

## Muzică

### Coloane sonore
| Titlu                                                                      | Data lansării     | Durata | Compozitor(i) | Eticheta                           |
| -------------------------------------------------------------------------- | ----------------- | ------ | ------------- | ---------------------------------- |
| The Fast and the Furious: Original Motion Picture Soundtrack               | 5 iunie 2001      | 72:13  | N/A           | Murder Inc. Def Jam Universal      |
| More Fast and Furious                                                      | 18 decembrie 2001 | 47:32  | N/A           | Island                             |
| 2 Fast 2 Furious: Soundtrack                                               | 27 mai 2003       | 42:29  | N/A           | Def Jam South Disturbing Tha Peace |
| The Fast and the Furious: Tokyo Drift (Original Motion Picture Score)      | 26 iunie 2006     | 64:10  | Brian Tyler   | Varèse Sarabande Universal         |
| The Fast and the Furious: Tokyo Drift (Original Motion Picture Soundtrack) | 27 iunie 2006     | 38:29  | N/A           | Varèse Sarabande                   |
| Fast & Furious: Original Motion Picture Soundtrack                         | 31 martie 2009    | 44:01  | N/A           | Star Trak Interscope               |
| Fast & Furious: Original Motion Picture Score                              | 31 martie 2009    | 78:11  | Brian Tyler   | Varèse Sarabande                   |
| Fast Five: Original Motion Picture Soundtrack                              | 25 aprilie 2011   | 50:48  | N/A           | ABKCO                              |
| Fast Five: Original Motion Picture Score                                   | 26 aprilie 2011   | 77:52  | Brian Tyler   | Varèse Sarabande                   |
| Fast & Furious 6: Original Motion Picture Soundtrack                       | 17 mai 2013       | 50:18  | N/A           | Def Jam                            |
| Furious 7: Original Motion Picture Soundtrack                              | 17 martie 2015    | 60:05  | N/A           | Atlantic                           |
| Furious 7: Original Motion Picture Score                                   | 31 martie 2015    | 76:42  | Brian Tyler   | Back Lot                           |
| The Fate of the Furious: The Album                                         | 14 aprilie 2017   | 49:50  | N/A           | Artist Partner Atlantic            |
| The Fate of the Furious: Original Motion Picture Score                     | 28 aprilie 2017   | 77:16  | Brian Tyler   | Back Lot                           |
| Fast & Furious Presents: Hobbs & Shaw (Original Motion Picture Soundtrack) | 26 iulie 2019     | 50:10  | N/A           | Back Lot                           |
| Fast & Furious Presents: Hobbs & Shaw (Original Motion Picture Score)      | 2 august 2019     | 40:33  | Tyler Bates   | Back Lot                           |
| Road to F9                                                                 | 31 iulie 2020     | 35:17  | N/A           | Atlantic                           |
| F9: The Fast Saga (Original Motion Picture Soundtrack)                     | 17 iunie 2021     | 39:12  | N/A           | Atlantic                           |
| F9: The Fast Saga (Original Motion Picture Score)                          | 2 iulie 2021      | 114:16 | Brian Tyler   | Back Lot                           |
| Fast X (Original Motion Picture Soundtrack)                                | 19 mai 2023       | 49:49  | N/A           | Artist Partner                     |
| Fast X (Original Motion Picture Score)                                     | 2 iunie 2023      | VFA    | Brian Tyler   | Back Lot                           |

### Discuri single
| Titlu                              | Data lansării     | Durata | Artiști                                                        | Eticheta               |
| ---------------------------------- | ----------------- | ------ | -------------------------------------------------------------- | ---------------------- |
| "Pump It Up"                       | 8 mai 2003        | 4:04   | Joe Budden                                                     | Def Jam                |
| "Act a Fool"                       | 20 mai 2003       | 4:30   | Ludacris                                                       | Def Jam South DTP      |
| "Tokyo Drift"                      | 7 iunie 2006      | 4:51   | Teriyaki Boyz                                                  | Star Trak              |
| "Danza Kuduro"                     | 15 august 2010    | 3:19   | Don Omar și Lucenzo                                            | ABKCO                  |
| "How We Roll (Fast Five Remix)"    | 23 aprilie 2011   | 3:56   | Don Omar, J-Doe, Reek da Villian și Busta Rhymes               | ABKCO                  |
| "Bandoleros"                       | 17 mai 2013       | 3:15   | Don Omar și Tego Calderon                                      | Def Jam                |
| "We Own It"                        | 12 iunie 2013     | 3:47   | 2 Chainz și Wiz Khalifa                                        | Def Jam                |
| "Ride Out"                         | 17 februarie 2015 | 3:31   | Kid Ink, Tyga, Wale, YG și Rich Homie Quan                     | Atlantic               |
| "How Bad Do You Want It (Oh Yeah)" | 23 februarie 2015 | 3:44   | Sevyn Streeter                                                 | Atlantic               |
| "See You Again"                    | 10 martie 2015    | 3:49   | Wiz Khalifa și Charlie Puth                                    | Atlantic               |
| "Hey Ma"                           | 10 martie 2017    | 3:14   | Pitbull, J Balvin și Camila Cabello                            | APG Atlantic Universal |
| "Good Life"                        | 17 martie 2017    | 3:45   | G-Eazy și Kehlani                                              | APG Atlantic Universal |
| "Gang Up"                          | 24 martie 2017    | 3:51   | Young Thug, 2 Chainz, Wiz Khalifa și PnB Rock                  | APG Atlantic Universal |
| "Getting Started"                  | 2 iulie 2019      | 2:39   | Aloe Blacc și JID                                              | Black Lot              |
| "One Shot"                         | 18 iunie 2020     | 3:16   | YoungBoy Never Broke Again și Lil Baby                         | Never Broke Again      |
| "Convertible Burt"                 | 2 iulie 2020      | 2:55   | Tory Lanez și Kevin Gates                                      | N/A                    |
| "I Won"                            | 7 iunie 2021      | 2:55   | Ty Dolla Sign, Jack Harlow și 24kGoldn                         | Atlantic Universal     |
| "Bussin Bussin"                    | 18 iunie 2021     | 2:20   | Lil Tecca                                                      | Atlantic Universal     |
| "Let's Ride"                       | 10 februarie 2023 | 3:11   | YG, Ty Dolla $ign și Lambo4oe                                  | APG Universal          |
| "Won't Back Down"                  | 4 mai 2023        | 2:49   | Youngboy Never Broke Again, Bailey Zimmerman și Dermot Kennedy | APG Universal          |

## Alte media

### Atracții de parcuri tematice
După lansarea lui Tokyo Drift în 2006, Universal a început să introducă atracții de parcuri tematice. Din 2006 până în 2013, atracția The Fast and the Furious: Extreme Close-Up a avut loc la Studio Tour ca parte a Universal Studios Hollywood. Tramvaiul turistic intra într-o arenă mică, care a prezentat o demonstrație de vehicule de prop manipulate de brațe articulate robotice.
O nouă atracție, Fast & Furious: Supercharged, s-a deschis ca parte a Studio Tour la Universal Studios Hollywood în 2015. Tramvaiul turei trece de vehiculele Dodge Charger introduse în al cincilea film, în timp ce pasagerilor le este arătat un video cu Luke Hobbs informându-i de un martor valoros căutat de Owen Shaw care este în tramvai. Tramvaiul intră apoi într-o petrecere de depozit, unde apare distribuția prin efevtul fantomei lui Pepper, înainte ca petrecerea să fie terminată de către FBI și tramvaiul se mută într-un simulator de mișcare unde se petrece o scenă de urmărire condusă de Roman Pearce, Letty Ortiz și Dominic Toretto. O atracție similară s-a deschis la Universal Studios Florida în 2018. În coada de așteptare, oaspeții trec printr-un garaj de suveniruri din filme înainte să aibă un apel din partea lui Tej Parker și Mia Toretto invitându-i la o petrecere. Oaspeții se îmbarcă în "autobuze de petrecere" unde primesc un mesaj din partea lui Hobbs iar restul călătoriei se derulează la fel ca versiunea din Hollywood.

### Spectacol
În 2018, Universal a anunțat Fast & Furious Live, o serie de spectacole live care combină condusul de cascadorii, pirotehnici și proiecții cartografice ca să recreeze cascadorii din filme și să realizeze alte acrobații. În timpul producției, sute de cascadori și șoferi au dat audiții și li s-a cerut să petreacă patru luni în tabăra de pregătire dacă erau aleși. În plus atleți de parkour și acrobații necesitând atât șoferi cât și practicanți de parkour au fost de asemenea prezentați.
Spectacolul a fost criticat de critici. Ryan Gilbey al The Guardian a scris că "secțiuni largi de șezut erau închise; rânduri întregi de locuri erau neocupate" și "singurul pericol al Fast & Furious Live este că audiența ar putea muri otrăviți de dioxidul de carbon. Sau de plictiseală." Adam White al The Daily Telegraph a dat spectacolului două din cinci stele, comentând că "Fast & Furious Live se simte deseori ca fiind un elaborat dar letargic joc de teren de joacă, unul care depinde aproape în întregime de imaginație."
Spectacolul a fost un faliment financiar; compania de producție a spectacolului a intrat în insolvență în vara lui 2018 iar toate mașinile și echipamentele au fost vândute la licitație în 2019.

### Jocuri video
| Titlu                                        | Data lansării      | Dezvoltator(i}                                 | Editor(i)                                    | Platforme                                                              |
| -------------------------------------------- | ------------------ | ---------------------------------------------- | -------------------------------------------- | ---------------------------------------------------------------------- |
| The Fast and the Furious                     | 28 iulie 2004      | Raw Thrills                                    | Raw Thrills (arcade) Taito (arcade, Japonia) | Arcade                                                                 |
| 2 Fast 2 Furious                             | 11 decembrie 2004  | Digital Bridges                                | dbi Games                                    | Telefon mobil                                                          |
| 3D The Fast and the Furious                  | septembrie 2005    | Juice Games                                    | I-play Interactive Brains                    | Telefon mobil                                                          |
| The Fast and the Furious: Tokyo              | 16 iunie 2006      | Oberon Media (2D) Juice Games (3D)             | I-play Interactive Brains (3D)               | Telefon mobil                                                          |
| The Fast and the Furious: Super Bikes        | 21 iunie 2006      | Raw Thrills                                    | Raw Thrills                                  | Arcade                                                                 |
| The Fast and the Furious                     | 26 septembrie 2006 | Eutechnyx                                      | Bandai Namco Games                           | PlayStation 2 PlayStation Portable                                     |
| The Fast and the Furious: Drift              | 28 martie 2007     | Raw Thrills                                    | Raw Thrills                                  | Arcade                                                                 |
| The Fast and the Furious: Fugitive           | 14 mai 2007        | Oberon Media (2D) Firemint (3D)                | I-play                                       | Telefon mobil                                                          |
| The Fast and the Furious: Pink Slip 3D       | august 2008        | Firemint                                       | I-play                                       | Telefon mobil                                                          |
| Fast & Furious                               | martie 2009        | Firemint (3D) ShouJi Mobile Entertainment (2D) | I-play                                       | Telefon mobil                                                          |
| Fast & Furious: Adrenaline                   | 21 aprilie 2010    | I-play International                           | I-play                                       | iPhone Android Windows Phone                                           |
| Fast Five the Movie: Official Game           | 11 decembrie 2004  | Gameloft                                       | Gameloft                                     | iOS Android MacOS Telefon mobil                                        |
| Fast & Furious: SuperCars                    | 2011               | Raw Thrills                                    | Raw Thrills                                  | Arcade                                                                 |
| Fast & Furious 6                             | 19 aprilie 2013    | Kabam Gameloft                                 | Kabam Gameloft                               | Android iOS Telefon mobil Microsoft Windows                            |
| Fast & Furious: Showdown                     | 21 mai 2013        | Firebrand Games                                | Activision                                   | Xbox 360 PlayStation 3 Wii U Nintendo 3DS Microsoft Windows            |
| Forza Horizon 2 Presents: Fast & Furious     | 27 martie 2015     | Playground Games                               | Microsoft Studios                            | Xbox 360 Xbox One                                                      |
| Rocket League: The Fate of the Furious       | 4 aprilie 2017     | Playground Games                               | Microsoft Studios                            | Xbox One PlayStation 4 Microsoft Windows                               |
| Fast & Furios: Takedown                      | 12 noiembrie 2018  | SMG Studio                                     | Universal Studios Interactive Entertainment  | Android iOS                                                            |
| Fast & Furious: Crossroads                   | 7 august 2020      | Slightly Mad Studios                           | Bandai Namco Games                           | Microsoft Windows PlayStation 4 Xbox One                               |
| Fast & Furious: Spy Racers - Rise of SH1FT3R | 4 noiembrie 2021   | 3DClouds                                       | Outright Games                               | Xbox One Microsoft Windows PlayStation 4 Nintendo Switch Google Stadia |
| Fast & Furious Arcade                        | 7 octombrie 2022   | Raw Thrills                                    | Raw Thrills                                  | Arcade                                                                 |

### Jucării
În 2002, RadioShack a vândut versiuni micro de mașini controlate de radio din primul film, iar producătorul de diecast metal Racing Champions a lansat replici ale mașinilor din primele două filme între scările 1/18 și 1/64 în 2004.
AMT Ertl a rivalizat mașinile lansate de Racing Champions producând kituri de jucării de plastic pe scara 1/24 în 2004, iar Johnny Lightning, sub marca JL Full Throttle, a lansat modele de 1/64 și 1/24 cu mașinile din Tokyo Drift. Aceste modele au fost proiectate de renumitul proiectant diecast Eric Tscherne. În 2011, Universal a licențiat compania Greenlight să vândă modele de vehicule din toate filmele în anticipare pentru  Furios și iute în viteza a 5-a. Din 2013, Hot Wheels a lansat modele 1/64 din fiecare vehicul al seriei începând cu și din al șaselea film.
Grupul Lego a lansat un set ca parte a liniei Lego Technic cu vehiculul Dodge Charger al lui Dom în 2020. În iunie 2022, Lego a dezvăluit vehiculul 1970 Dodge Charger R/T al lui Dominic Toretto, care a fost lansat ca parte a liniei Lego Speed Champions pe 4 august 2022. Acest set conține 345 de piese și include minifigurina Dominic Toretto. Pe 1 ianuarie 2023, un set cu vehiculul Nissan Skyline GT-R al lui Brian O'Connor a fost lansat tot ca parte a liniei Lego Speed Champions. Acesta conține 319 piese și include minifigurina Brian O'Connor.

### Jocuri de societate
În 2015, Game Salute a lansat un joc de societate bazat pe serie intitulat Fast & Furious: Full Throttle, iar Atlas Game a lansat Fast and Fthagn de asemenea în acest an. În 2021, Funko Games a lansat Fast & Furious: Highway Heist.
S-au realizat de asemenea și ediții de jocuri Uno și Monopoly bazate pe filme.

### Modă
În noiembrie 2022, comerciantul de îmbrăcăminte stradală Dumbgood a colaborat cu The Fast and the Furious pentru o colecție de moștenire care prezintă tricouri, cămăși și pantaloni de sport ce conțin momente și personaje din filme. Colecția a fost primită cu căldură de Eric Brian de la Hypebeast, care a scris: "Ofertele Dumbgood sunt mai mult decât o selecție de mărfuri, dar ele se poziționează tocmai în centrul culturii și comunității de mașini în jurul filmelor".

## Impact social
Seria, în particular primele patru filme, au popularizat scenele de import și tunările de mașini. Potrivit LA Times unii polițiști din Departamentul de Poliție din Los Angeles dau vina pe filmele Fast & Furious pentru popularizarea curselor de stradă în oraș. În august 2022, rezidenți ai Los Angeles au organizat un protest împotriva turnării filmului Furios și iute 10, acuzând filmele ca promovează curse de stradă ilegale.
Franciza a fost creditată cu mărirea diversității în ecrane și se bucură de atracție largă pe mai multe categorii demografice. Furios și iute 7 a fost unul dintre puține filme blockbuster din Hollywood care a avut o audiență predominant non-albă: 37% s-au raportat a fi latino, 25% albi, 24% negri și 10% asiatici. Într-un articol din 2011 despre castingul seriei, Wesley Morris a scris:
Filmele despre curse tind să fie autofelicitare sau să mineze tensiune pentru comedie... Filmele Furios și iute, în schimb, sunt libere de acest angst. Ele sunt practic o petrecere prelungită pentru un cerc de jefuitori de mașini de curse urbane.